# NGC 4946
NGC 4946 este o galaxie eliptică situată în constelația Centaurul. A fost descoperită în 3 iunie 1834 de către John Herschel. Se află la o distanță de 46,99 de megaparseci de Pământ.